# Tierra Verde (Teksas)
Tierra Verde – jednostka osadnicza w Stanach Zjednoczonych, w stanie Teksas, siedziba administracyjna hrabstwa Nueces.